# Okręgowe rozgrywki w piłce nożnej woj. rzeszowskiego (1956)
Okręgowe rozgrywki w piłce nożnej woj. rzeszowskiego w sezonie 1956.

## Klasa A
- Tabela nie uwzględnia wyniku meczu Stal Dębica – Stal Sanok z 23. kolejki 23 września 1956, przełożonego na inny termin i nie rozegranego do terminu zakończenia sezonu tj. 14 października 1956[1].
- Do wyższej klasy ligowej (III ligi 1957) awansował triumfator rozgrywek, a do klasy B zostały zdegradowane cztery ostatnie zespoły[2].
- W kolejnym sezonie 1957 klasa A została powiększona z 14 do 21 uczestników oraz utworzono dwie grupy.